# 大西伝一郎
大西 伝一郎（おおにし でんいちろう、1935年2月19日 - 2022年3月29日）は、日本の児童文学作家。

## 来歴・人物
愛媛県西条市出身。玉川大学卒業。1958年から愛媛県で小学校教員を務め、1995年新居浜市立中萩小学校長を最後に退職。
1960年代から椋鳩十に師事し、児童向け図書、指導書などを数多く刊行した。
1961年『僻地教師の記録』で読売教育賞、1998年『お手玉』写真絵本で愛媛出版文化賞を受賞、厚生労働省・中央児童福祉審議会推薦文化財指定、2003年『目の見えない犬ダン』が映画のモデルになる。2004年『がんばれ! しろくまピース』がサンケイ児童出版文化賞推薦作に選ばれた。
2022年3月29日、急性肺炎のため西条市の病院で死去、87歳。

## 主な著書
- 『僻地教師の記録』（新紀元社） 1961
- 『ほめて育てることのよさ』（新紀元社、小学生の家庭教育） 1968
- 『母と子の20分間読書と家庭教育』（新紀元社） 1695
- 『たぬきと人力車』（ポプラ社） 1976
- 『ネパールにかけるにじの橋』（小学館） 1980
- 『カワウソは生きている: 日本に、大むかしすんでいた動物よといわれ、なみだがでました』（草土文化、写真でつづる自然と人の物語） 1994
- 『ニホンカワウソの願い』（文渓堂） 1995
- 『友情の切手は、ヒマラヤのふもとへ ネパールの岩村昇博士』（文渓堂） 1996
- 『サワコのひとり旅』（文渓堂） 1996
- 『お手玉』（文渓堂） 1997
- 『赤い灯台』（文渓堂） 1997
- 『海のまつり』（文渓堂） 1998
- 『桜物語』（文渓堂） 2000
- 『目の見えない犬ダン』（学習研究社、学研のノンフィクション） 2001
- 『がんばれ! しろくまピース　～人工飼育でそだったホッキョクグマの赤ちゃん～』（文渓堂） 2003